# Storm Bay (votka)
Storm Bay je votka koja se proizvodi u Australiji, točnije u destileriji "Tasmania Distillery" na otoku Tasmaniji. Ova destilerija je mnogo poznatija po proizvodnji viskija "Sullivans Cove", marke poznate u svijetu ljubitelja te vrste žestica. Storm Bay votka dodatak je u proizvodnji ove tvrtke, a sama vodka se proizvodi višestrukom destilacijom žitarica u jednoj, premium izvedbi, s 40% alkohola. Ova votka se u početku svoje proizvodnje nazivala "Victory Vodka" i bila je jedna od preporučenih australskih brandova votke. Kušači votke ocjenjuju okus ove votke kao presladak, što je sprječava da na natjecanjima osvoji značajnije nagrade.